# 梁又正
梁 又正（ヤン・ウジョン、朝鮮語: 양우정、1907年11月5日または11月15日 - 1975年10月11日または11月11日）は、日本統治時代の朝鮮および大韓民国の詩人、ジャーナリスト、実業家、政治家、社会主義運動家。第2代韓国国会議員。
本貫は南原梁氏。解放前の名前は梁 昌俊（ヤン・チャンジュン、양창준）、詩人としてのペンネームは梁 雨庭（ヤン・ウジョン、양우정）。

## 経歴
慶尚南道咸安郡出身。大邱高等普通学校中退、早稲田大学政経学科中退。1926年に東亜日報咸安支局の記者となり、1928年に朝鮮青年総同盟慶南道連盟執行委員、咸安青年同盟委員長を務め、1929年より社会運動に参加した。また、詩作を通じて朝鮮プロレタリア芸術家同盟中央委員および同連盟の事実上の機関誌『群旗』の発行人も務めたが、1931年4月に内紛により除名された。1931年10月、咸安農民組合で農民運動中に中国共産党東満特委朝鮮国内工作委員会事件で検挙され、2年間服役した。1935年にまた咸安プロレタリア文芸協会を組織して逮捕されたが、すぐに釈放された。その後は反帝同盟事件で4年間、慶南文青同盟事件で1年間収監された。日本統治時代の末期には木炭製造業を行い、産業組合の理事や地方の警防団長を務めたた。
解放後は大東新聞論説委員、独促国民会宣伝部長・中央宣伝委員長、民族統一総本部反信託闘争委員会宣伝部長、現代日報主筆、平和日報社長、聯合新聞社長、東洋通信社長、高等考試委員、咸安郡選出の国会議員、国会外務委員長、自由党政務局長・政治部長・国民部長・慶南道党部委員長などを歴任した。特に自由党の結党や一民主義の宣伝に大きな貢献をしたため、李承晩からの信頼が厚かった。しかし、1953年に発生した聯合新聞主筆だった鄭国殷によるスパイ事件で社長として連座制が適用され、犯人隠匿などの容疑で懲役7年の刑を言い渡された。同年12月には他の族青系の党員と共に自由党から除名され、国会議員も辞職した。1954年に李承晩大統領により特赦されたが、その後は政治活動に復帰できなかった。
1975年11月11日、ソウル市城北区の自宅にて持病により死去した。享年68。

## エピソード
第2代国会外務委員長を務めていたとき、インド首相のネルーを糾弾する決議案を提出した。